# Virus cúm A/H7N9
Virus cúm A phân nhóm H7N9 là một serotype (kiểu huyết thanh) của virus cúm A (virus cúm gia cầm hay virus cúm chim). H7 thường lây truyền giữa các loài gia cầm với một số biến thể thỉnh thoảng cũng lây sang người. Năm 2013 tại Trung Quốc lần đầu tiên báo cáo có ca nhiễm virus H7N9 ở người.
Hầu hết các trường hợp được báo cáo nhiễm ở người người đều dẫn đến bệnh hô hấp nặng. Keiji Fukuda, trợ lý tổng giám đốc của WHO về sức khỏe, an sinh và môi trường, đã xác định H7N9 là "... một loại virus bất thường nguy hiểm đối với con người." Tính đến ngày 17 tháng 4 năm 2013, tỷ lệ tử vong là 21%, nhưng còn nhiều bệnh nhân vẫn đang nguy kịch, nên tỷ lệ có thể tăng lên.

## Tác hại được báo cáo trong năm 2013

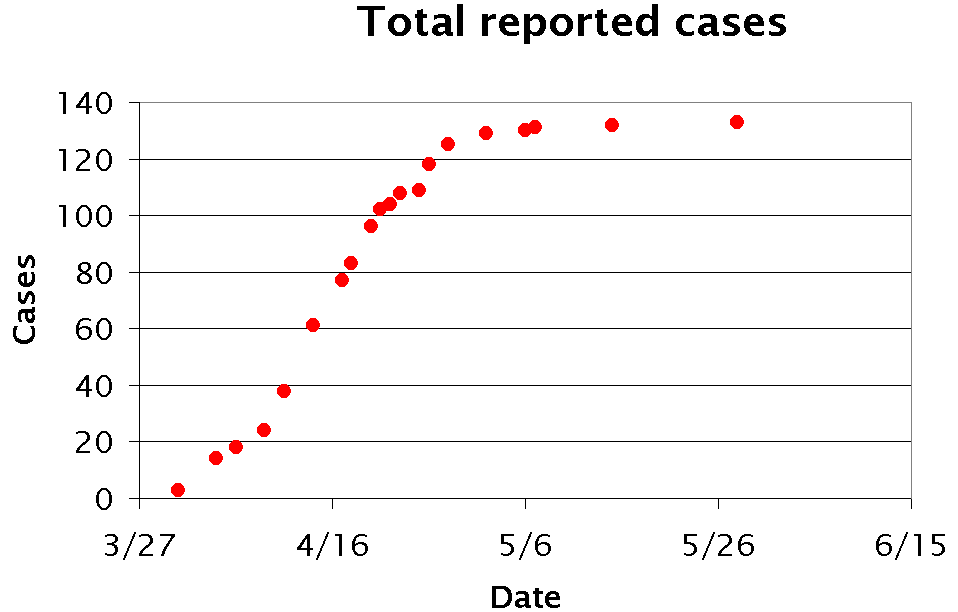
Tất cả những ca nhiễm virus cúm A phân nhóm H7N9.

Ngày 31 tháng 3 năm 2013, Trung tâm bảo vệ sức khỏe (CHP) của bộ Y tế Hồng Kông đã nhận được thông báo từ Ủy ban Sức khỏe Quốc gia và Kế hoạch hóa gia đình về việc xác nhận 3 ca nhiễm cúm A (H7N9).
Ngày 02 tháng 4 năm 2013, CHP xác nhận thêm bốn trường hợp nữa ở tỉnh Giang Tô, tất cả được quan sát kỹ lưỡng trong tình trạng nguy kịch tại các bệnh viện ở Nam Kinh, Tô Châu và Vô Tích. Trong một tuyên bố, CHP nói rằng không phát hiện ra mối liên hệ về dịch tễ học giữa bốn bệnh nhân và cho đến nay không phát hiện ra ca nhiễm H7N9 nào trong 167 người có mối quan hệ thân cận với những bệnh nhân này.
Ca tử vong đầu tiên liên đới với H7N9 được báo cáo là một người đàn ông 87 tuổi chết vào ngày 4 tháng 3. Người đàn ông thứ hai là Wu Liangliang 27 tuổi, qua đời vào ngày 10 tháng 3. Vào ngày 3 tháng 4 năm 2013, chính quyền Trung Quốc đã đưa tin về một trường hợp tử vong khác, nâng tổng số người tử vong lên 3. Ngày 4 tháng 4 năm 2013, số lượng người nhiễm bệnh được báo cáo là 14, với 5 ca tử vong, nạn nhân là một người đàn ông 48 tuổi và một người phụ nữ 52 tuổi đều ở Thượng Hải. Ngày 5 tháng 4 năm 2013, một nông dân 64 tuổi sống tại Phúc Châu (tỉnh Chiết Giang) chết, nâng số người chết lên 6. Ngày 6 Tháng 4 năm 2013, Bộ Y tế Trung Quốc báo cáo thêm 18 trường hợp dương tính, số người chết vẫn là 6. Hai ngày sau, số trường hợp dương tính đã tăng lên 24 và thêm một trường hợp nữa tử vong ở Thượng Hải, đưa số người chết đến 7.